# Friesoyther Friedensglocke
Koordinaten: 53° 1′ 4,6″ N, 7° 51′ 45,3″ O
Die Friedensglocke beim niedersächsischen Rathaus Friesoythe am Stadtpark ist jedes Jahr anlässlich des Weihnachtsfestes zu hören.
Die historische Katharinenglocke von 1478 läutet am 24. Dezember um 19 Uhr die Heilige Nacht ein. Am ersten Weihnachtstag erklingt das Friedensgeläut um 15 Uhr im Stadtpark.
Die tonnenschwere Glocke ist eines der ältesten noch nutzbaren Exponate der Friesoyther Stadtgeschichte. Der Denkmalschutz verhinderte im Zweiten Weltkrieg eine Einschmelzung der beschädigten Glocke, die anlässlich des Stadtjubiläums 2008 von einem bayrischen Fachbetrieb wieder zum Klingen gebracht wurde.
Seitdem hat sie als Friedensglocke im Friesoyther Stadtpark einen exklusiven Standort.